# 鳴川神社 (奈良県平群町)
鳴川神社（なるかわじんじゃ）は、奈良県生駒郡平群町鳴川に鎮座する神社。旧社格は村社。
鳴川並びに、千光寺の鎮守社である。

## 概要
千光寺境内大悲閣のすぐうわて、行者堂左前方の小高い丘の上に鎮座する。
祭神は、素戔嗚命・天児屋根命・伊弉冊命・白山比売命。
神社明細帳に、社伝として「白鳳十二年、役行者小角当地千光寺創立の時勧請して同寺の鎮守とす、白山比売命は天平十八年五月合祀す」とある。